# Собиратель костей (фильм, 1998)
«Собиратель костей» (англ. Bone Daddy; дословный перевод — Костяной папочка) — американо-канадский детективный триллер 1998 года режиссёра Марио Аццопарди с Рутгером Хауэром в главной роли. Вскоре после выхода фильм получил статус культового благодаря пугающим натуралистичным сценам изъятия костей.

## Сюжет
Семь лет назад доктор Уильям Палмер (Рутгер Хауэр) был главным судебно-медицинским экспертом в Чикаго. Сейчас он успешный писатель, чьи книги основаны на реальных событиях из его работы. Однако его последняя книга, «Собиратель костей», привлекает опасного одноимённого маньяка. Когда-то он потряс город серией жутких преступлений: он похищал своих жертв и изымал у них кости хирургических путём. На этот раз изощрённый садист похищает литературного агента Палмера и отправляет ему несколько его костей в качестве посылки. Писатель объединяется с молодой полицейской по имени Шэрон (Барбара Уильямс) и вдвоём им предстоит найти и обезвредить Собирателя костей.

## В ролях
| Актёр           | Роль                                    |
| --------------- | --------------------------------------- |
| Рутгер Хауэр    | писатель Уильям Палмер                  |
| Барбара Уильямс | детектив Шэрон Хьюлетт                  |
| Р. Х. Томсон    | главный судмедэксперт Маршалл Стоун     |
| Джозеф Келл     | сын Уильяма Питер Палмер                |
| Мими Кузык      | бывшая жена Уильяма Ким Палмер          |
| Питер Келеган   | пиар-менеджер Фил Тарнауэр              |
| Дэниел Кэш      | литературный агент Роки Карлсон         |
| Кристофер Келк  | бывший ассистент Уильяма Мортон Франц   |
| Дин Макдермотт  | сын Мортона Мортон «Морт» Франц-младший |
| Блу Манкума     | патологоанатом доктор Трент             |

## Критика
Рецензент TV Guide назвал актёрскую игру Рутгера Хауэра в этом фильме его худшей работой за всю карьеру.